# William S. Rosecrans
William Starke Rosecrans (6. september 1819 – 11. marts 1898) var en amerikansk opfinder, leder af et kul og olieselskab, diplomat, politiker og officer i USA’s hær. Han blev kendt for sin optræden som general under den amerikanske borgerkrig. Han sejrede ved flere vigtige slag i det vestlige operationsområde – såsom Det andet slag ved Corinth, Slaget ved Stones River og Tullahoma kampagnen, men hans militære karriere var i praksis ovre, da led et katastrofalt nederlag i Slaget ved Chickamauga i 1863.

## Tidlige liv og karriere
Rosekrans blev født i ’’Little Taylor Run’’ i Ohio. Han var søn af Crandell Rosecrans og Jane Hopkins. Han var direkte efterkommer af en af dem, som underskrev den amerikanske uafhængighedserklæring. Han fik sin eksamen fra West Point i 1842 som nr. 5 i en klasse med 56 kadetter, der bl.a. omfattede senere kendte generaler såsom James Longstreet, D.H. Hill og Abner Doubleday. Han blev tildelt ingeniørkorpset, og arbejdede først med befæstninger ved Hampton Roads i Virginia. Senere gjorde han tjeneste som instruktør på West Point, og ved forlægninger i New England området.
Rosecrans trådte ud af hæren i 1854 og skiftede til civile opgaver. Han overtog ledelsen af en kulmine i det vestlige Virginia og drev den med stor succes. Han gjorde mange opfindelser, herunder en mere effektiv måde at fremstille sæbe.

## Borgerkrigen
Mens han var direktør for Preston Coal Oil Company i 1859, eksploderede en olielampe og forbrændte Rosecrans alvorligt. Da han var ved at være kommet sig over forbrændingerne udbrød den amerikanske borgerkrig. Han begyndte sin tjeneste som frivillig aide-de-camp for George B. McClellan.
Efter at være blevet forfremmet til oberst overtog Rosecrans kommandoen over det 23. Ohio infanteriregiment, som rummede Rutherford B. Hayes og William McKinley, der begge senere blev præsident i USA.
Rosecrans blev hurtigt forfremmet til brigadegeneral. Hans planer og beslutninger viste sig ekstremt effektive under kampagnen i West Virginia, herunder sejren i slaget ved Rich Mountain, hvor det dog var hans overordnede Generalmajor McClellan, som løb med æren. På grund af dette ville Rosecrans ikke følge med McClellan, da denne blev kommanderet østpå for at overtage kommandoen over hele hæren, og bad i stedet om at komme vestpå.

### Iuka-Corinth
Rosecrans fik kommandoen over den højre fløj af Army of the Mississippi i maj 1862 og tog aktiv del i belejringen af Corinth under generalmajor Henry W. Halleck. Han fik kommandoen over hele hæren den 26. juni og i juli fik han desuden ansvaret for militærdistrikt Corinth. I disse roller var han en effektiv underordnet for generalmajor Ulysses S. Grant, som ledede ham i Iuka-Corinth kampagnen i september og oktober 1862. Under slaget ved Iuka var det meningen at Rosecrans skulle være del af et dobbeltangreb mod Sydstatshæren under generalmajor Sterling Price, men han blev forsinket, og Grant beordrede sin anden kommandør generalmajor Edward Ord, til at vente indtil han kunne høre lyden af Rosecrans i kamp syd for Iuka inden han selv angreb fra nord. Vindretningen var således, at Ord og Grant ikke kunne høre kamphandlingerne og Rosecrans’s hær kæmpede derfor alene og vandt. Efter at have tabt, trak Price sig tilbage fra Iuka og Grant kritiserede Rosecrans for ikke at forfølge fjenden tilstrækkelig aggressivt.
Herefter stod Rosecrans overfor Earl Van Dorn ved Det andet slag om Corinth, der blev et blodigt to-dages slag hvor Van Dorn led store tab ved at angribe Rosecrans’ nedgravede stillinger. Under slaget florerede der rygter om, at Rosecrans var blevet dræbt, så da slaget sluttede og sydstatshæren trak sig tilbage, red han frem og tilbage langs linjen og takkede sine mænd og forsikrede dem om, at han havde overlevet. Igen var hans forfølgelse af den slagne fjende ikke imponerende. Han ventede indtil dagen efter, før han begyndte, på trods af ordrer fra Grant om, at han skulle påbegynde den straks. Det lykkedes Van Dorn at undgå forfølgende i slaget ved Hatchie's Bridge og en mulighed for at ødelægge hans hær blev spildt. Grant, blandt andre, ville senere gentagne gange beskyldte Rosecrans for at være for konservativ. (Grant havde det samme at udsætte på Rosecrans's efterfølger, George H. Thomas). Ikke desto mindre blev Rosecrans betragtet som en helt i Unionens aviser. Han fik kommandoen over XIV korps den 24. oktober. Han erstattede den ineffektive Don Carlos Buell og blev forfremmet til generalmajor. Grant var ikke ked af at Rosecrans forlod hans kommandoområde. Forfremmelsen blev tildelt bagud fra den 21. marts 1862, så han blev rangældre end generalmajor Thomas. Thomas havde tidligere fået tilbudt Buell’s hær, men havde takket nej, af personlig loyalitetsfølelse.

### Stones River
Rosecrans's forgænger var blevet afsat på grund af hans planløse forfølgelse af Sydstatshæren under General Braxton Bragg efter Slaget ved Perryville. Alligevel udviste Rosecrans en tilsvarende forsigtighed og blev i Nashville mens han genforsynede sin hær og forbedrede kavaleriets træning. I begyndelsen af december 1862 havde hærens øverstkommanderende Henry W. Halleck tabt tålmodigheden og skrev til ham: ”Hvis De bliver endnu en uge i Nashville, kan jeg ikke forhindre, at de bliver frataget deres kommando”. Rosecrans svarede: ”Jeg har ikke brug for anden tilskyndelse til at gøre min pligt, end at vide hvad den går ud på. Trusler om fjernelse eller lignende, må det være mig tilladt at sige, reagerer jeg ikke på”.
I slutningen af december indledte Rosecrans sin fremrykning mod Bragg's Army of Tennessee, som lå i lejr udenfor Murfreesboro i Tennessee. Slaget ved Stones River var det blodigste slag i krigen, når man målte tabenei forhold til størrelsen af de involverede styrker. Taktisk set var det uafgjort, selv om Bragg var den første, som trak sig tilbage fra slagmarken. Alligevel var slaget af betydning for Unionens moral ovenpå nederlaget i Slaget ved Fredericksburg nogle få uger tidligere og Abraham Lincoln skrev til Rosecrans: "De gav os en fortjent sejr som, hvis den i stedet havde været et nederlag, ville have været svær for nationen at komme over”. Sejren fjernede samtidig truslen mod det centrale Tennessee.
Rosecrans’ XIV Corps fik navneforandring til Army of the Cumberland og gik herefter i gang med den succesfulde Tullahoma kampagne mod Bragg, som afstedkom tab på under 500. Rosecrans blev en af de mest vellidte generaler i Unionshæren. Han var kendt som "Old Rosy", ikke blot på grund af sit efternavn, men også fordi han havde en stor rød næste, som blev beskrevet som ”forstærket romersk”. Farven var formentlig et resultat af hans drikkevaner. Han var en troende katolik, som bar et krucifiks i sin urkæde og en rosenkrans i sin lomme, og han nød at holde sin stab oppe den halve nat og diskutere religiøse spørgsmål. Han kunne svinge fra at sprutte af arrigskab (som i hans svar til Halleck) til godmodig morskab, hvilket gjorde ham vellidt blandt hans mænd.

### Chickamauga
Rosecrans havde tendens til at styre sine tropper ned i mindste detalje. Det afstedkom store problemer under Slaget ved Chickamauga, hvor han gav ordre til Brigadegeneral Thomas J. Wood, om at slutte op og understøtte General Reynolds's division. Dette resulterede imidlertid i et stor hul midt i fronten, og det var kun på grund af Generalmajor George H. Thomas's heroiske indsats at det lykkedes for Unionshæren at undgå en katastrofe. Oven på dette nederlag trak Rosecrans sig tilbage til Chattanooga, hvor hans hær kom under belejring af sejrherren fra Chickamauga, hans gamle modstander Braxton Bragg. Da Grant fik kommandoen over alle hære i det vestlige operationsområde, lod han straks Rosecrans
afløse af Thomas.

### Missouri
Rosecrans tog til Cincinnati for at afvente nye ordrer, men kom ikke til at spille nogen større rolle i resten af krigen. Han fik kommandoen over styrkerne i Missouri fra januar til december 1864 hvor han var med til at modstå Sterling Price's raid. Under det republikanske partikonvent i 1864 telegraferede hans tidligere stabschef James Garfield, som ledede delegationen fra Ohio, til Rosecrans for at høre om han ville overveje at stille op som Abraham Lincoln's vicepræsidentkandidat. Det år søgte Republikanerne efter en Demokrat, der var tilhænger af krigen, som de kunne opstille sammen med Lincoln i et midlertidigt parti for national enhed. Rosecrans sendte et kryptisk, men positivt svar, som dog aldrig nåede frem til Garfield. Rosecrans’ venner regnede med at krigsministeren Edwin M. Stanton, havde opsnappet det og holdt det tilbage. I 1865, blev Rosecrans tildelt en midlertidig forfremmelse til generalmajor i taknemmelighed over hans handlinger ved Stones River. Han trådte ud af hæren i 1867.

## Diplomati og politik
Fra 1868 til 1869, var Rosecrans ambassadør i Mexico, men blev udskiftet, da hans gamle nemesis, Ulysses Grant, blev præsident. Han afslog det Demokratiske partis nominering af ham som guvernør i Ohio i 1869.Han vendte tilbage til privat mineindustri i Mexico og Californien i de næste ti år. Han blev valgt til USAs Kongres som repræsentant for Californien fra 1881 til 1885 og blev udpeget til registrator for finansministeriet, en post som han bestred fra 1885-1893. Han døde i 1898 på Rancho Sausal Redondo i Californien, og ligger begravet på Arlington National Cemetery i Washington.

## Eksterne links
- William S. Rosecrans biography Arkiveret 8. februar 2007 hos  Wayback Machine Med focus på Tullahoma kampagnen og nederlaget ved Chickamauga
- William S. Rosecrans kilder og fotogalleri
- William Rosecrans biografi fra Civil War Preservation Trust Arkiveret 30. marts 2009 hos  Wayback Machine